# 鉄門関 (コルラ市)

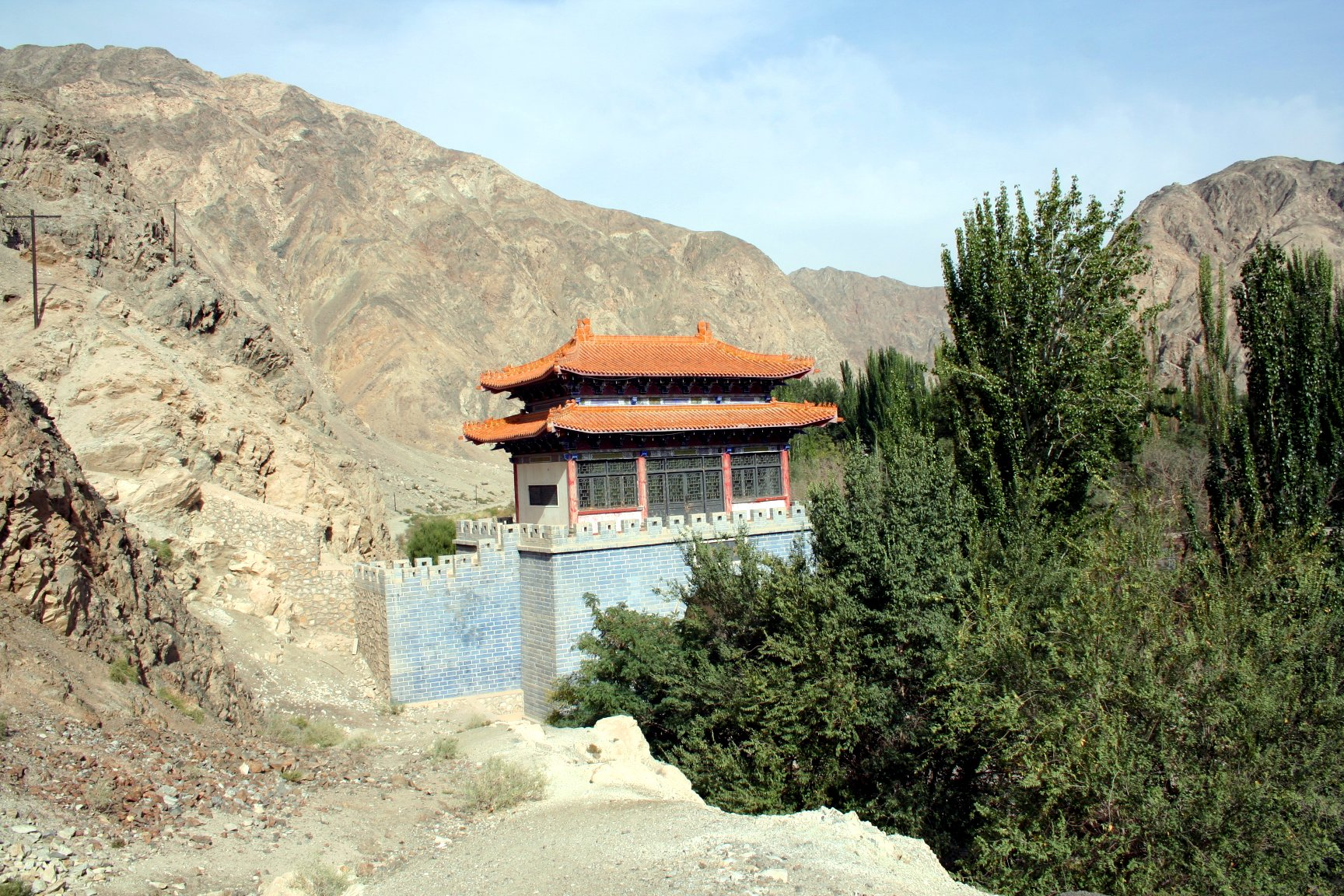
鉄門関（コルラ市）

鉄門関（てつもんかん、簡体字中国語: 铁门关、英語: Iron Gate）は、中国新疆ウイグル自治区バインゴリン・モンゴル自治州の州都コルラ市の北8キロ、コラ山（霍拉山）とクルク山（庫魯克山）の間の峡谷に、焉耆盆地とタリム盆地を結ぶ険しい場所の鉄門峠にある。そこの峡谷内を孔雀河が蛇行している。

## 概要
古代のシルクロード・北路は、コラ山脈の麓に沿って切り開かれた。「二つの山が対峙し、一本の線が通り、道は危険な岩に寄りかかり、深い渓谷に挟まれ、水は波立ち、昼夜を問わず音を立て、曲がりくねり、密かに道を塞ごうとして、危険」（謝斌『新疆旅行記』）と記述があり、また「一夫関に当たれば、万夫も開くなし」の軍事要塞と見なされてきた。唐代の有名な宰相・詩人の張九齢が「鉄門関はウイグル族の地の喉元である」と書いている通り、軍事的な地位が極めて重要であった。
現代になってこの辺りには、1950年に鉄門関水力発電所が建設され、1989年に今の鉄門関の鉄筋コンクリート製模擬城門も建設された。

## 悲恋物語
次のような悲恋物語が伝わっている。古代の焉耆国王の王女のひとりが羊飼いと恋仲になり、国王と大臣はこの羊飼いをとらえて殺そうとしたが、王女が彼を助けたので、大臣は軍隊を派遣して追いかけた。二人は鉄門関を経過した時に不幸にして谷川に落ちて、亡くなってしまった。後世の人々は彼ら二人を記念して、鉄門関近くの山に「公主陵」を建てた。

## 交通
現在、焉耆回族自治県からコルラ市へのG218国道は、峡谷の東側の山を通過する。

## 参照項目
- 玉門関